# Fernando Astengo
Fernando Enrique Astengo Sanchez  (Santiago, Chile, 8 de janeiro de 1960) conhecido no meio futebolístico como Astengo  é um ex-jogador de futebol e treinador chileno que jogou como zagueiro central.

## História
Astengo se juntou aos treze anos para as divisões inferiores da Unión Española. Inicialmente, ele atuou como um meio-campista, de modo que os treinadores e Germain Cornejo Pedro Garcia aconselham-no a jogar na defesa, dadas as suas características de jogo.
Astengo foi uma das revelações da década de 1980 no Unión Española e era conhecido por sua capacidade técnica de cobertura e um grande senso entre tempo e distância. No final de 1985, Astengo recebeu passe livre, não dependendo mais de seu empregador para mudar de equipe. Depois de analisar várias propostas, concordou em assinar com o Colo-Colo, onde venceu o torneio profissional em 1986. Um ano depois, em 1987, chegou ao clube brasileiro Grêmio, onde após vários torneios e foi eleito o melhor zagueiro central da América em 1988 pelo jornal uruguaio El Pais daquele ano.
Na Seleção Chilena de Futebol, Astengo teve seu melhor desempenho na Copa América de 1987. Naquele ocasião o Chile foi vice-campeão. Na qualificação para a Copa do Mundo da Itália 1990, Astengo foi subcapitão da seleção (o capitão era titular Roberto Rojas), que foi considerado culpado pela derrota da equipe após os incidentes no Estádio do Maracanã. Apesar disso, ele é considerado um dos melhores zagueiros da história do time chileno.